# Dán Mezőgazdasági Múzeum
A Dán Mezőgazdasági Múzeum (dánul: Dansk Landbrugsmuseum) egy nagy múltú kulturális intézmény. 2016-tól a korábbi Dán Vadászati és Erdészeti Múzeummal (dánul: Dansk Jagt- og Skovbrugsmuseum) összevonva Zöld Múzeum (dánul: Det Grønne Museum) néven működik.

## Története
A Dán Mezőgazdasági Múzeum egyike Európa legkorábbi mezőgazdasági múzeumainak. 1888-ban „Északi Ipari, Mezőgazdasági és Művészeti kiállítást” tartottak Koppenhágában. Ennek agrártörténeti részéből a következő évben, 1889-ben magánkezdeményezésre Lyngby településen megnyílt a Dán Mezőgazdasági Múzeum. 1906-ban került állami kezelésbe a Dán Mezőgazdasági Minisztériumhoz. Mivel az évtizedek alatt tárgyegyüttesének mennyisége jelentősen megnőtt, 1969-ben Auningban megvásárolta a Gammel Estrup-i uradalom gazdasági épületét, és ide szállította át a közel 20.000 darabos gyűjteményét. Az új helyen az első kiállítás 1972-ben nyílt meg.
A következő években új épületekkel bővült a múzeum. A múzeum célja a paraszti munkák és azok eszközeinek bemutatása. A paraszti gazdálkodás egyes részleteit több kiállításra osztották fel, amelyek többek között a háziállatok gondozásával kapcsolatos teendőket, a tejgazdálkodást és a tejfeldolgozás eszközeit és késztermékeit, a parasztasszonyok életének és munkájának tárgyi anyagát (különös tekintettel a lenfeldolgozást és lenvászon-készítést) mutatták be. 
Időszaki kiállítások részére is kialakítottak területet. A régi gazdasági épületekben gyűjteménytárakat rendeztek be.
A kiállítás látogatóinak a száma az 1970-es évektől folyamatos gyarapodást mutatott. 
2016-ban a múzeumot összevonták a korábbi (1942-ben alapított) Dán Vadászati és Erdészeti Múzeummal (dánul: Dansk Jagt- og Skovbrugsmuseum). Innentől fogva Zöld Múzeum (dánul: Det Grønne Museum) néven működik.

### Magyarországon
Érdekesség, hogy múzeumközi együttműködés keretében 1982-ben a Magyar Mezőgazdasági Múzeum (majd néhány nagyobb dán városban) került bemutatásra, majd ugyanebben az évben ennek fordítottja történt Budapesten. A Dán Mezőgazdasági Múzeumot bemutató magyarországi kiállítás fényképanyagát Svend Nielsen, a múzeum igazgatója választotta és készítette elő. A felvételek készítésében az igazgatón kívül Kjeld Holm vett részt.